# Hyalurga albovitrea
Hyalurga albovitrea är en fjärilsart som beskrevs av Walker 1865. Hyalurga albovitrea ingår i släktet Hyalurga och familjen björnspinnare. Inga underarter finns listade i Catalogue of Life.